# 白洲次郎
白洲 次郎（しらす じろう、1902年（明治35年）2月17日 - 1985年（昭和60年）11月28日）は、日本の実業家。貿易庁長官（初代）。連合国軍占領下の日本で吉田茂の側近として活躍し、終戦連絡中央事務局や経済安定本部の次長を経て、商工省の外局として新設された貿易庁の長官を務めた。吉田政権崩壊後は、実業家として東北電力の会長を務めるなど多くの企業役員を歴任した。

## 生涯

### 生い立ち
白洲次郎は1902年（明治35年）2月17日、貿易商白洲文平・芳子夫妻の二男として生まれた。祖父に役人、実業家、神戸女学院の創設者の一人である白洲退蔵がいる。白洲家は元三田藩の士族の出である。
転居と初等・中等教育
次郎の出生地は東京としている本もあれば兵庫県武庫郡精道村（現・芦屋市）としている本もあるが、いずれにせよ白洲家は兵庫県川辺郡伊丹町（現：伊丹市）に転居し、次郎は精道尋常小学校に通うようになった。御影師範学校附属小学校高等科（現在の中学校）、1914年（大正3年）兵庫県立第一神戸中学校（神戸一中。現在の高等学校に相当）に入学し、サッカー部に所属した。当時、アメリカ車ペイジ・オートモビル（Paige Automobile ）のグレンブルックを父親から買い与えられており、級友等を同乗させている写真が残っている。このペイジ・グレンブルックは、同型車が東京都町田市にある旧居武相荘（後述）で展示されている。神戸一中時代には宝塚少女歌劇養成会（現・宝塚音楽学校）の生徒と恋仲になった。同級生の友人には後に作家で文化庁長官となった今日出海、他に中国古典学の大家として、文化功労者になった吉川幸次郎がいる。祖父の白洲退蔵がキリスト教伝道系学校の神戸女学院の創立に関わったことから白洲家には外国人女性教師が寄宿しており、彼女たちから直接英語を学んだ。

### イギリス留学

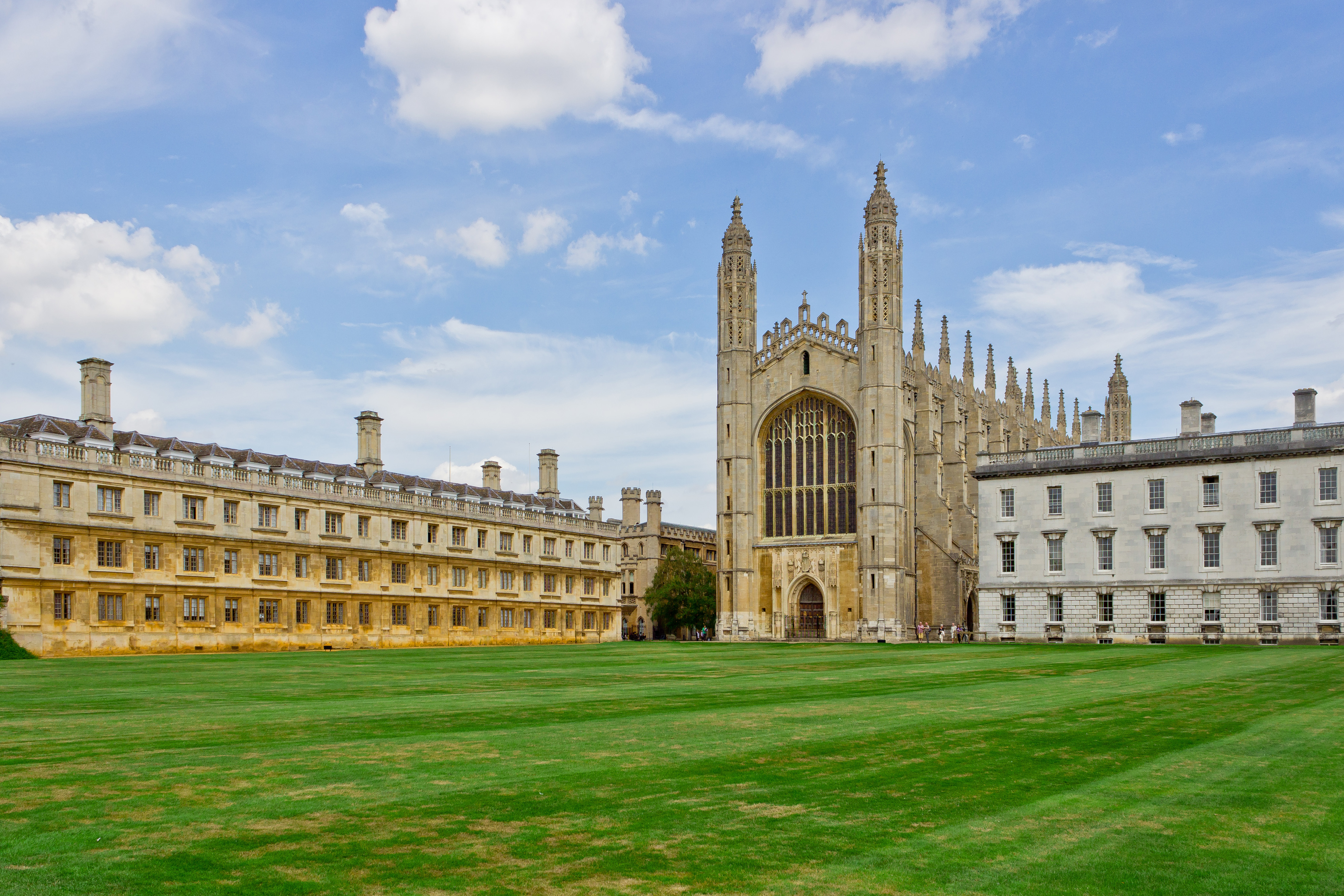
ケンブリッジ大学クレア・カレッジ

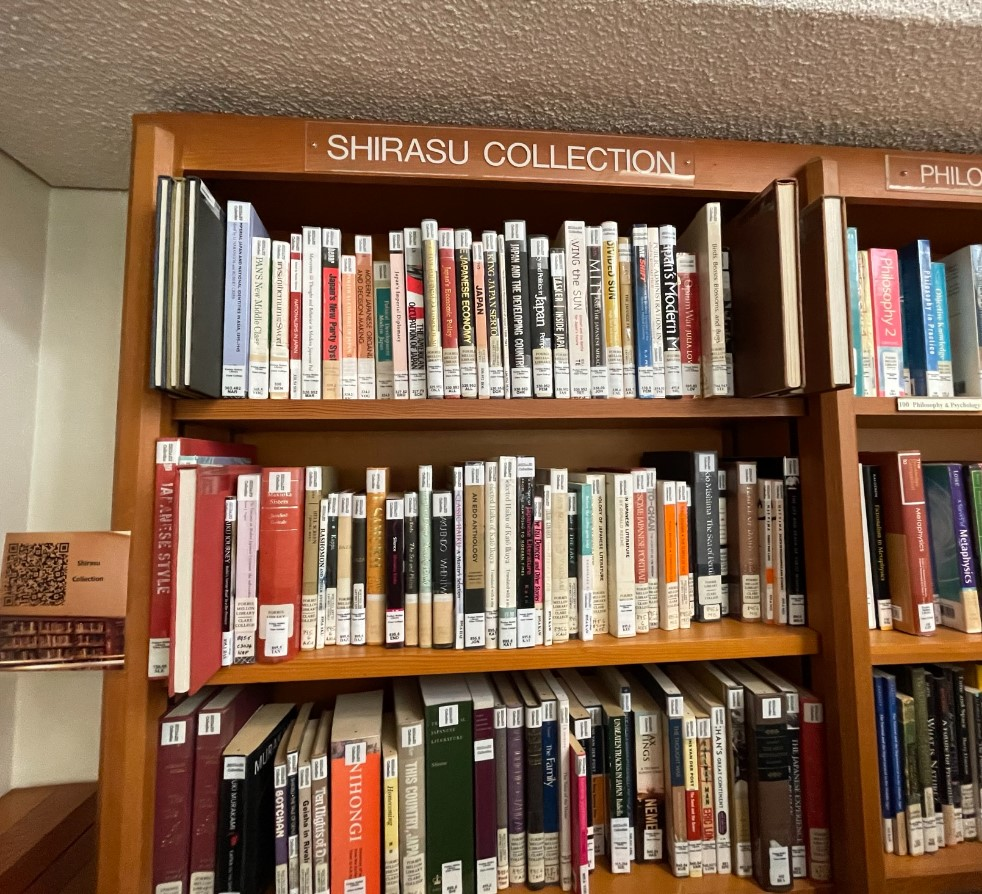
クレア・カレッジ　図書館内　SHIRASU COLLECTION書棚

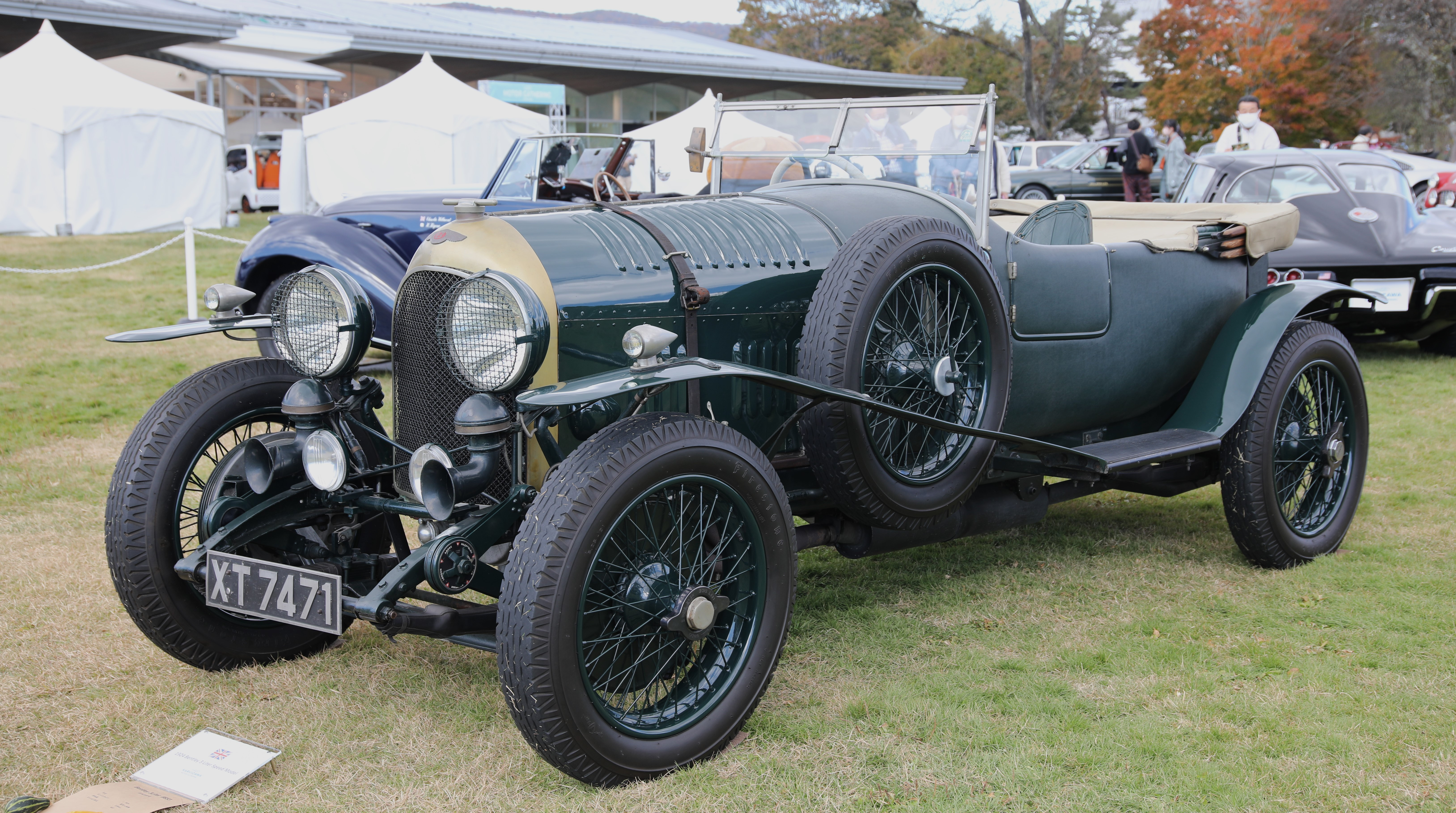
次郎が所有していたベントレー・3リットル（ワク井ミュージアム収蔵品）

1919年（大正8年）神戸一中を卒業し、ケンブリッジ大学クレア・カレッジに留学。史学科の聴講生として西洋中世史、人類学などを学ぶ。莫大な仕送りを受けつつ、のちに7代目ストラフォード伯爵となるロバート・セシル・ビング(ロビン）と親交し、イギリス貴族のライフスタイルを知る。
自動車は、ブガッティ・タイプ35やベントレー・3リットル（1924年）を所有。ロビンと終生の友となり、1925年冬ベントレーを駆ってジブラルタルまでのヨーロッパ大陸旅行（グランドツアー）を実行している。カメラはライカを所有していた。次郎が所有していたベントレー・3リットルは、現在は埼玉県加須市にあるワク井ミュージアムに展示されている（なお白洲次郎のベントレーが現存している、とワク井ミュージアム館長に教えたのは、自動車評論家の小林彰太郎であり、小林の助言により館長は当時の所有者であった英国人と交渉を行い、この車が日本で保存されることになった）。またクレア・カレッジ内にある図書館には、SHIRASU COLLECTIONと称した白洲次郎を記念としたセクションがあり、日本関連書籍が並んでいる。

### 帰国
1928年（昭和3年）、神戸市神戸区（のちの中央区）で父の経営していた白洲商店が昭和金融恐慌の煽りを受け倒産したため、留学を断念し、日本への帰国を余儀なくされた。
1929年（昭和4年）、英字新聞の『ジャパン・アドバタイザー』に就職し記者となった。伯爵・樺山愛輔の長男・丑二の紹介でその妹・正子と知り合って結婚に至り、京都ホテルで華燭の典を挙げた。婚姻届は兵庫県川辺郡伊丹町役場に提出されている。
結婚祝いに父から贈られたランチア・ラムダで新婚旅行に出かけた。英字新聞記者を経て1931年セール・フレイザー商会に勤務し取締役となり、1937年（昭和12年）日本食糧工業（後の日本水産）取締役となった。セール・フレイザー商会は明治初期より横浜で貿易商をしていたセールとフレイザーが明治30年に合併し、機関車や兵器などの輸入と銀行業務を行なっていた会社で、社長のジョージ・セールは白洲のケンブリッジ留学時代の学友だった。
この間、商談などで海外に赴くことが多く駐イギリス特命全権大使であった吉田茂の面識を得、イギリス大使館をみずからの定宿とするまでになった。またこの頃、牛場友彦や尾崎秀実とともに近衛文麿のブレーンとして行動する。近衛とは個人的な親交も深く、奔放な息子・文隆の目付役をしていたこともあった。

### 戦時下

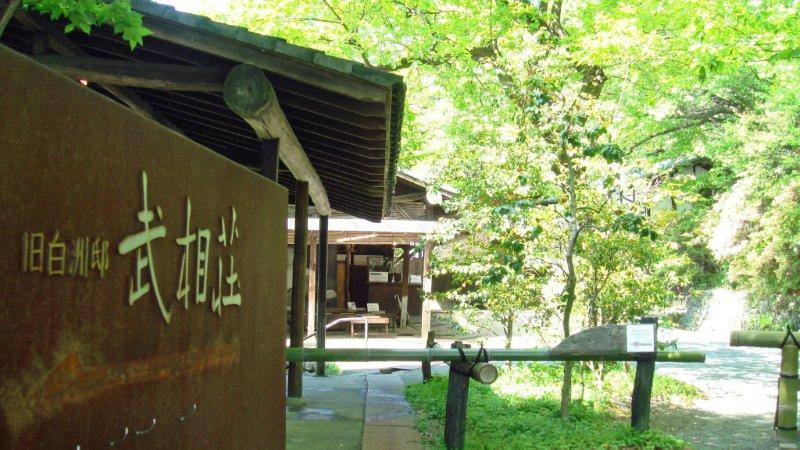
白洲夫妻が住居にしていた武相荘

第二次世界大戦勃発の翌年の1940年（昭和15年）、東京府南多摩郡鶴川村能ヶ谷（のち東京都町田市能ヶ谷）の古い農家を購入し、鶴川村が武蔵国と相模国にまたがる場所にあったことから武相荘（ぶあいそう）と名付け、政治や実業の一線から離れて農業に励む日々を送った。
1943年（昭和18年）、疎開先の白洲のもとに召集令状が届くも、英国時代に関係を深めていた東部軍参謀長・辰巳栄一に嘆願して握り潰してもらう。戦後白洲と同じ吉田茂の側近となった辰巳であったが、2009年の米公文書記録管理局の機密解除の結果、辰巳はCIA協力者として日本の軍事機密をアメリカ側に漏洩していたことが判明した。

### 終戦連絡中央事務局
1945年（昭和20年）、東久邇宮内閣の外務大臣に就任した吉田の懇請で終戦連絡中央事務局（終連）の参与に就任する。GHQの要求に対して白洲はイギリス仕込みの英語で主張すべきところは頑強に主張し、GHQ要人をして「従順ならざる唯一の日本人」と言わしめた。
昭和天皇からダグラス・マッカーサーに対するクリスマスプレゼントを届けた時に「その辺にでも置いてくれ」とプレゼントがぞんざいに扱われたために激怒して「仮にも天皇陛下からの贈り物をその辺に置けとは何事か！」と怒鳴りつけ、持ち帰ろうとしてマッカーサーを慌てさせたというエピソードが「マッカーサーを叱った男」として伝記等で流布されている。しかし占領期のGHQ関連文書を保管するマッカーサー記念館の調査結果によると、1945年12月から1946年12月にかけての執務記録、面会予定表、ゲストブック、いずれにも白洲の名は無かったため、このエピソードの信憑性には疑義が呈されている。

### 憲法改正
同年には憲法改正問題で、佐々木惣一京都帝国大学教授に憲法改正の進捗を督促する。1946年（昭和21年）2月13日、松本烝治国務大臣が中心として起草した憲法改正案（松本案）がGHQの拒否にあった際に、GHQ草案（マッカーサー案）を提示されている。GHQ草案の翻訳と日本政府案の作成に当たった白洲は2月15日にGHQ草案の検討には時間を要するとコートニー・ホイットニーに宛てて書簡を出し時間を得ようとするが、これはGHQから不必要な遅滞は許されないと言明された。
同年3月に終連次長に就任。8月、経済安定本部次長に就任。1947年（昭和22年）6月18日、終連次長を退任した。

### 貿易庁長官
1945年（昭和20年）12月15日、商工省の外局として設立された貿易庁の長官に1949年（昭和24年）12月1日に就任する。汚職根絶などに辣腕を振るい、商工省を改組し通商産業省（のち経済産業省）を設立した。その辣腕ぶりから「白洲三百人力」と言われる。

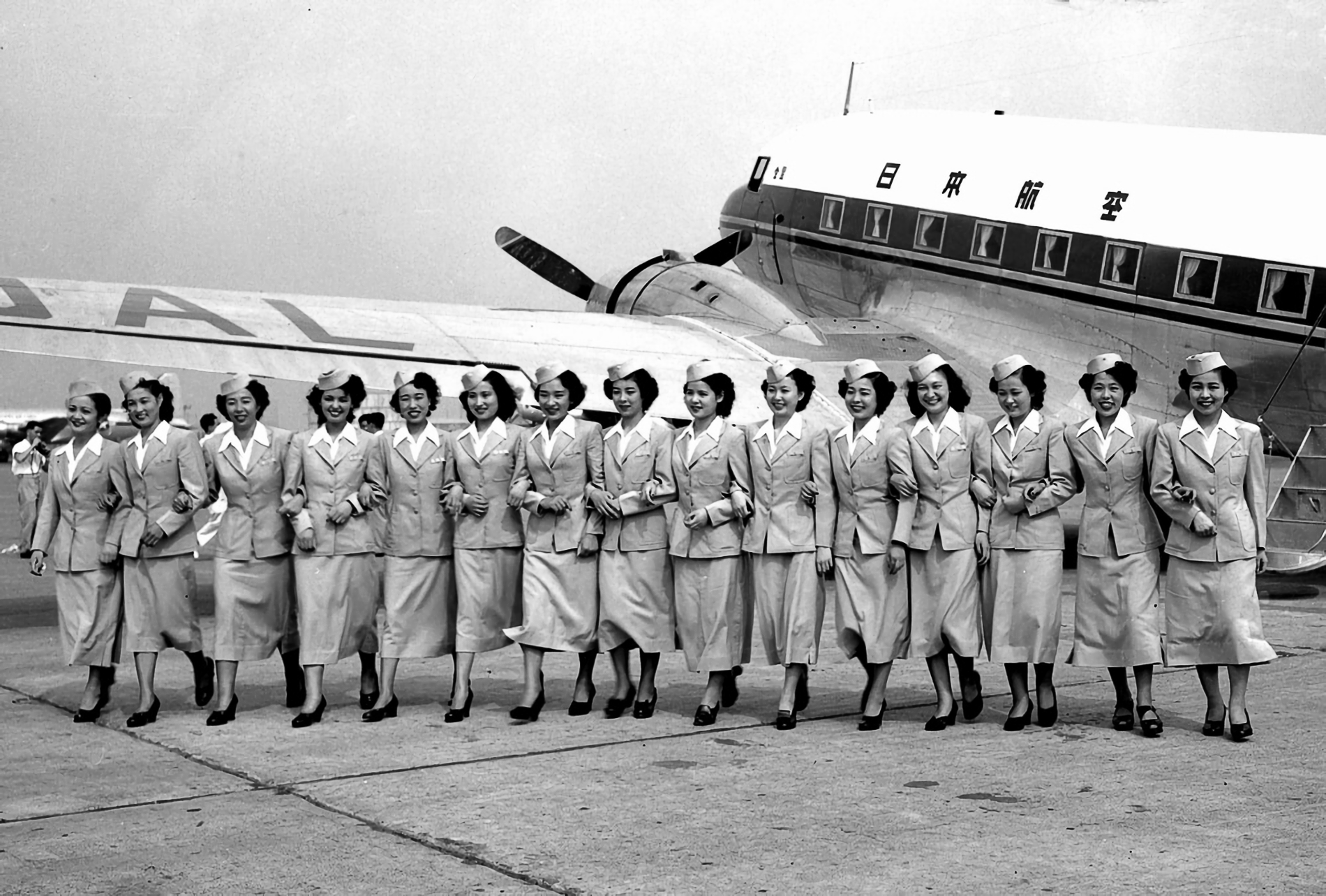
日本航空（1951年）

同年、日本最大・最新鋭の日本製鐵広畑製鉄所（現：日本製鉄広畑製鐵所）が、日本側に返還されることになった。白洲は外貨獲得のためにイギリス企業に売却を主唱するも、永野重雄の反対によって頓挫した。永野は「（広畑製鐵所を）取れなかったら腹を切る。将来の日本経済のため、製鉄業を外国資本に任せられるか」と啖呵を切ったとされる。
白洲は「俺はボランティアではない」が口癖で、イギリス留学時代の人脈をフルに活用し、主としてイギリス企業とアメリカ企業の日本進出時に代理人を務め、ロンドンに設けた個人口座に成功報酬ベースでコミッションを振り込ませていた。

#### サンフランシスコ講和会議全権団顧問
1950年（昭和25年）4月から5月にかけて、連合国との講和問題で首相特使に任命され池田勇人蔵相や宮澤喜一蔵相秘書官と共に渡米、ジョン・フォスター・ダレスらと会談、平和条約締結の準備を開始した。

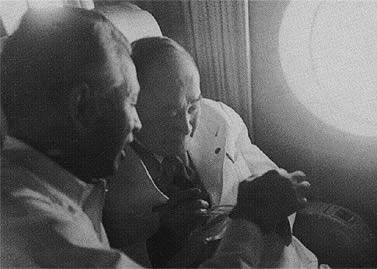
吉田茂首相 (右)と、機内にて（1951年）

1951年（昭和26年）9月、サンフランシスコ講和会議に全権団顧問として随行した。外務省の説明によると、首席全権であった吉田茂は当初、英語で演説を行うつもりだったが、日本の「ディグニティ（尊厳）」のために、当日になって、急遽日本語で演説することとしたという。白洲によれば、この時受諾演説の原稿を外務省の役人がGHQの了解を得た上でGHQに対する美辞麗句を並べかつ英語で書いたことに白洲が激怒、「講和会議というものは、戦勝国の代表と同等の資格で出席できるはず。その晴れの日の原稿を、相手方と相談した上に、相手側の言葉で書く馬鹿がどこにいるか！」と一喝、急遽日本語に書き直した。
原稿は随行員が手分けして和紙に毛筆で書いたものを繋ぎ合わせた長さ30m、直径10cmにも及ぶ巻物となり、内容には奄美群島、沖縄並びに小笠原諸島等の施政権返還が盛り込まれた。しかし、サンフランシスコ条約会議に、事務の元締めとして参加した西村熊雄条約局長は、受諾演説文は、日英両国語で作っていたこと、および、吉田は英語で演説するつもりだったが、シーボルド大使が西村熊雄に日本語で演説することを勧めたため、同僚や白州顧問等と相談したところ、皆、賛成であり、吉田にその旨伝えた、としている。
1952年（昭和27年）11月19日から1954年（昭和29年）12月9日まで外務省顧問を務めた。吉田退陣後は政界入りを一部から望む声もあったが政治から縁を切り、実業界に戻った。

### 実業界へ復帰
吉田側近であったころからすでに公社民営化を推進しており、1949年（昭和24年）には日本専売公社が発足している。そして1951年（昭和26年）5月には、日本発送電の9分割によって誕生した9つの電力会社のうちの1つ、東北電力会長に就任した。また、九電力体制を作った「電力王・電力の鬼」松永安左エ門の私的シンクタンク・産業計画会議の委員に就任した。
就任の同年福島県の只見川流域が只見特定地域総合開発計画に指定されたことから1959年（昭和34年）に退任するまで、只見川流域の電源開発事業に精力的に動き奥只見ダムなどの建設を推進した。
また当時東北地方で開発可能な水力の4分の3を有していた只見川の水利権を巡って、古くからの権利を主張して徹底抗戦してきた東京電力に対し、当時の野田卯一建設大臣を説得して、水利権を東北電力に切り替えるという超法規的措置を引き出した。これによって、東北電力繁栄の基礎が築かれた。
東北電力退任後は荒川水力電気会長、大沢商会会長、大洋漁業（現マルハニチロ）、日本テレビ、英国ウォーバーグ証券（S. G. Warburg & Co.）の役員や顧問を歴任した。

### 晩年

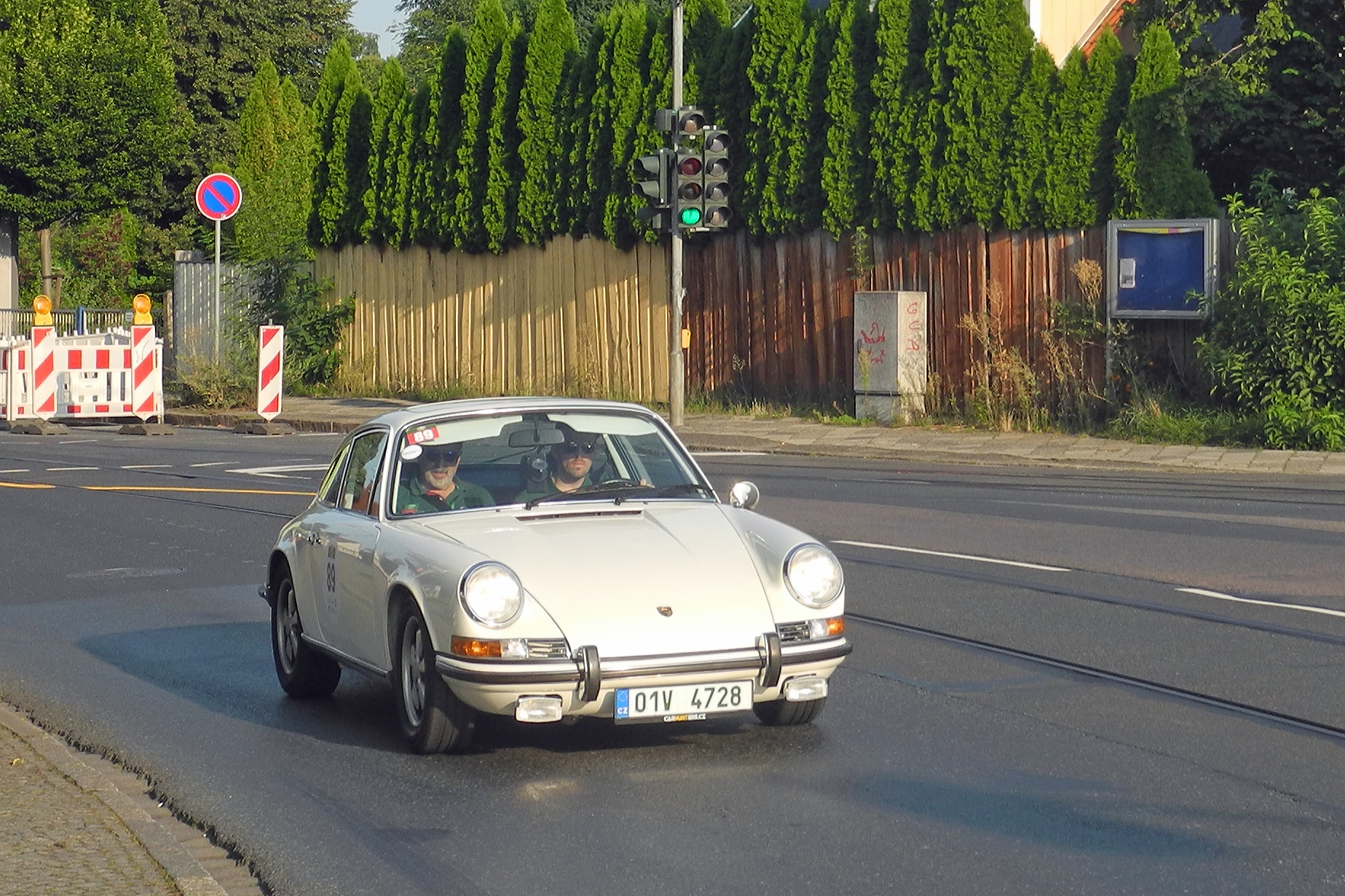
ポルシェ・911

軽井沢ゴルフ倶楽部の理事長を務めゴルフに興じたほか、80歳までエンジンを2400ccに改造した1968年型ポルシェ911Sに乗り、三宅一生のショーにモデルとして出演もした。また、初代ソアラ（Z10型）のオーナーであり、その改善点を伝える形で没後の1986年1月に発売が開始されることとなった2代目トヨタ・ソアラのアドバイスなども行なっており、その際に上記のポルシェをトヨタに寄贈し参考にせよともしている。

### 死去

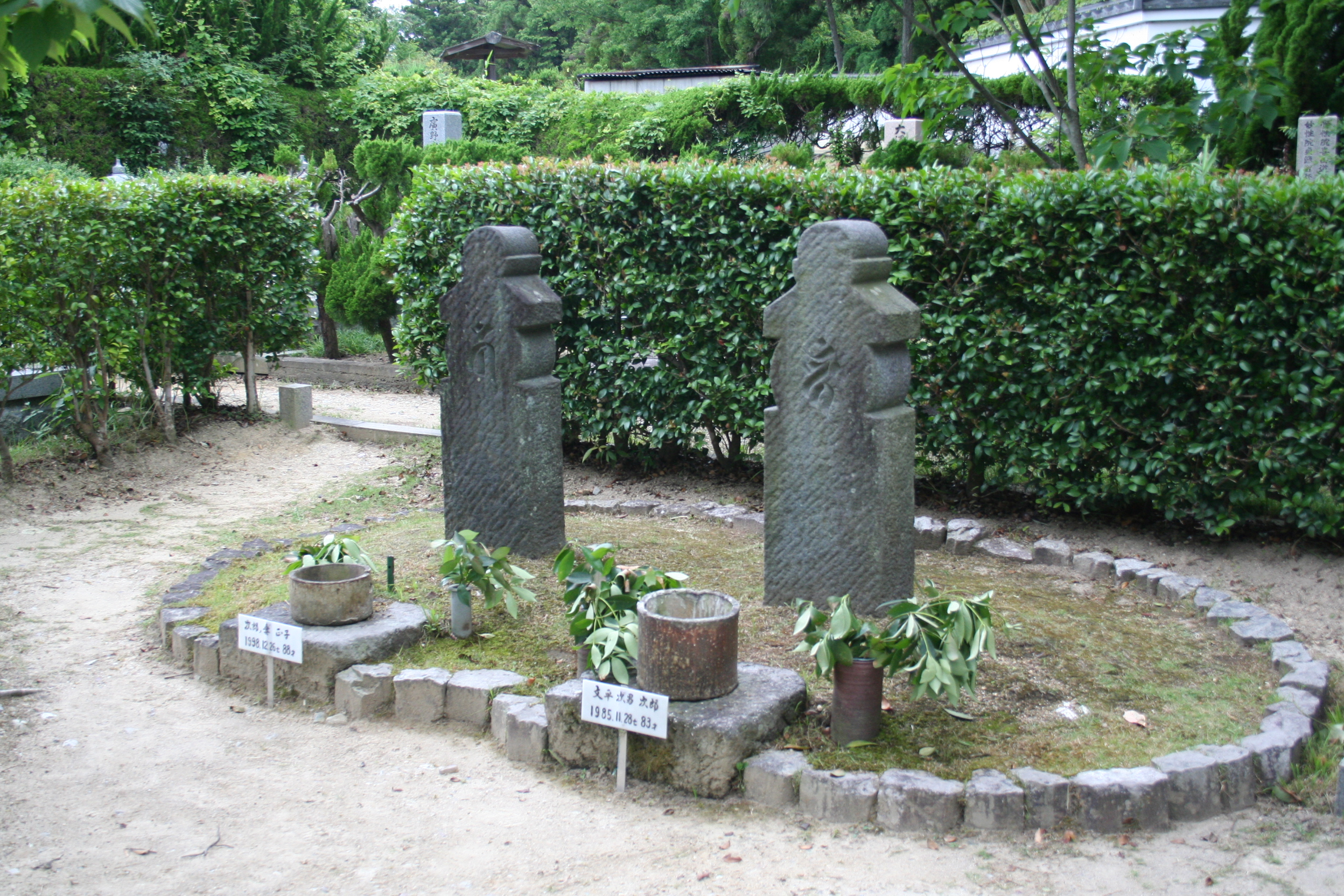
兵庫県三田市心月院にある白洲次郎夫妻の墓。右が次郎、左が正子の墓

しかし1985年（昭和60年）11月に、妻の正子と伊賀・京都を旅行後、体調を崩し胃潰瘍と内臓疾患で入院、同年11月28日に急性肺炎のため東京都港区赤坂の前田外科病院で死去した、83歳没。墓所は兵庫県三田市の心月院である。
妻の正子と子息に残した遺言書には「葬式無用 戒名不用」と記してあった。実はこの遺言書のフレーズは、白洲の父親が死去した際に残した遺言の内容とまったく同じであった。そして白洲の墓碑には正子が発案した不動明王を表す梵字が刻まれているだけで、戒名は刻まれていない。
なお、1987年11月に自動車雑誌「NAVI」で、白洲の生涯を扱った「日本国憲法とベントレー」（その後「白洲次郎の日本国憲法―隠された昭和史の巨人」として刊行）が連載されたこともあり、没後2年を経てにわかに白洲の生涯とその功績が注目されることとなった。

## 人物像
白洲次郎に関する一次資料は、ほとんど現存しておらず、実像としての次郎は謎が多い人物である。華麗な経歴と整った相貌、彼特有の美学やライフスタイルに、謎の多い人物像も相まって、その存在は彼の死後ある種の伝説的なものとなった。関連書籍や特集記事は多数出版されており、その多くは容姿や振る舞い、行動力に至るまで「外国人（白人）に勝るとも劣らない日本人」として描写されている。

### 身体的特徴
親交のあったフランス文学者の朝吹登水子は、白洲の外見について「白洲次郎さんはとても背が高く、がっしりした体格で、波打つ長髪と彫りの深い日本人ばなれのした容貌で、 4、5 歳の私は『あんな美男子はいないなあ』とびっくりして彼をながめたものである」と述べている。
身長について、孫の白洲信哉は「次郎はいまのぼくと同じくらいでしたから、175cmほどでしょう。不思議なことに新しい伝記が書かれるたびに、どんどん背が伸びているんです。とうとう185cmまで伸びました。身内の間では、そのうち2mを越すんじゃないかって冗談を言っています」と述べている（尚、白洲自身がGHQに提出した身上書には身長:1m75cm、体重:65kgとある）。
白洲信哉によれば、次郎は吃音があり、本人に言わせると、むしろ日本語より英語（キングズイングリッシュ）のほうが喋りやすかった。妻の正子も「白洲（次郎）は英語のほうがうまかったぐらいの人だったの」と述べている。

### 趣味嗜好
欧米文化に素養があったハイカラな大富豪の父・文平のもとで生まれ育ったことに加え、英国留学でストラフォード伯爵家のロビンと交遊した影響などから、英国貴族流のライフスタイル、ダンディズムを好んだ。その一方で、自身が武士の家系であることを自覚し、日本人としての誇りも強く持っていた。
ファッション
残された写真や私物などから、ファッションセンスに富んでいたことがうかがえる。テトリー＆バトラー（Tetley & Butler）、ヘンリー・プール、ターンブル＆アッサー（Turnbull & Asser）といった老舗テーラーの顧客名簿に白洲の名が見られるほか、白洲が愛用していたというルイ・ヴィトンのトランクやリュック、エルメスのアタッシュケース、ダンヒルのライター、ジェームスロック（James Lock & Co.）の帽子、ジャガー・ルクルトの懐中時計、ロレックスの腕時計が現存するなど、日常的にヨーロッパの高級ブランドを身に纏っていたとされる一方で、作業着であるジーンズを日本で初めてファッションに取り入れた男とも言われている。日本のブランドではイッセイ・ミヤケを好んだ。三宅とは正子が古くから付き合いがあり、次郎ともその後親しくなった。そういった縁から、田中一光監修によるイッセイ・ミヤケ最初の作品集『East Meets West』（1978年）において、夫婦でファッションモデルを務めた。
自動車
趣味の一つは、自動車。妻の正子は、次郎について「彼は死ぬまでオイリー・ボーイであった」と述べている。その生涯で乗り継いできた車は、判明しているもので、ペイジ（Paige automobile）・グレンブルック、ブガッティ・タイプ35、ベントレー・3リットル（実車現存）、ランチア・ラムダ（実車現存）、ポルシェ・911（初代）、ランドローバー・シリーズ1（実車現存）、トヨタ・ソアラ（初代）、メルセデス・ベンツ・W116 、ホンダ・シビック（初代）、三菱・ミラージュ、スバル4WDなど。なかでもトヨタ・ソアラのフルモデルチェンジにおける次郎の貢献は大きく、2代目ソアラを目にすることなく亡くなった次郎に対して、その完成を報告するために、当時の豊田章一郎社長と長男の章男は、正子とともに2代目ソアラに乗り、次郎の墓参りに行っている。
大工
手先が器用で日曜大工も趣味の1つ。しゃもじや小物入れ、キャスターテーブルなど日用品をよく作っていた。これらは現在も武相荘に展示されている。2009年にマッカーサー記念館の倉庫から、白洲が設計しダグラス・マッカーサーに贈答された椅子と書簡が見つかった。書簡は直訳すると「Your most obedient servant. Jiro Shirasu.（あなたの最も従順な下僕 白洲次郎）」と署名されてるが、これは当時の公式文書で最も丁寧な文面で使われる文言であり、家来を表す言葉ではない。当時では「 敬具 白洲次郎」にあたる。
スポーツ
ゴルフを英国留学時代からの趣味とし、長野県の軽井沢町にあるゴルフ場「軽井沢ゴルフ倶楽部」で理事長を務め、ゴルフ場近くには夏の別荘があった（#軽井沢で詳述）。春や秋には神奈川県の茅ヶ崎市にあるゴルフ場「スリーハンドレッドクラブ」でもプレイしていたという。白洲曰くゴルフに上手い下手は求めておらず、「如何にその夜の酒の味をよくするか」ということでやっている。冬にはスキーを好んでいたとされ、当初は長野県の志賀高原にある木戸池スキー場にスキーシーズンに使用するための別荘があったが、東北電力会長になったことで山形県の蔵王温泉スキー場へ訪れるようになると、前述の別荘を手放し、同地の上の台ゲレンデ近くに別荘「ヒュッテ・ヤレン」を新たに建てている。この別荘は現存しており、保存・活用の会が発足している。「ヒュッテ・ヤレン」の名称は、上手にスキーができない、”ひゅーっとやれん”という、ユーモア、ジョークである。
食
野菜嫌いであった次郎が、家庭で日常的に食していたのがカレーライス。義理の息子・牧山圭男によれば、元々は妻の実家・樺山家で食されていたレシピで、次郎はカレーを西洋食の延長として捉え、スプーンではなくフォークを使って食べていたという（スプーンはあくまでスープに使われるものという理由から）。酒はウイスキーを好んだ。学友のストラフォード伯爵から、毎年のようにイギリスから樽でウイスキーを送ってもらっており、それを嗜んでいたという。市販のウイスキーでは、マッカランを好んでいたとされる。コーヒーはイタリアン・ローストで細かく挽いたものを好み、青山の紀ノ国屋でよく購入していた。顔なじみだったコーヒー売り場の店員は、白洲の訃報を伝える新聞記事で初めて素性を知り驚愕するとともに、「冗談好きで素敵なおじいさんだった」と後に取材に答えている。
田舎好き
白洲は「カントリー・ジェントルマン」（田舎貴族）の生活を好んでいた。「田舎に本拠地のカントリー・ハウス（マナー・ハウス）を置き、都会にタウン・ハウスを持つ」というこの英国貴族のライフスタイルは、北イングランドのハイグリーン（High Green）に豪壮な城館を構え、ロンドンにタウン・ハウスを営んでいたストラフォード伯爵家のロビンから大きな影響を受けたとされる。1940年に東京の郊外鶴川村に自宅「武相荘」を構えたのは、このような「カントリーライフ」を営むためであった。1950年代には、東京の赤坂にタウン・ハウスを構えていたこともある。
女性好き
白洲は美しい女性に目がなかったようで、孫の白洲信哉によれば、家の暖炉や焼却炉の火を見るのが好きだった次郎に、ある晩妻の正子が「火が好きな人は助平なんだって」と言うと返す刀で、「助平でない男がいるものか」と言ったという。神戸一中時代に宝塚少女歌劇養成会（現・宝塚歌劇団）の生徒と恋仲となったことは、若い頃の逸話として知られている。ファッションモデルの松本弘子が軽井沢の別荘を訪れると、テラスで彼女の横に座りデレデレして、もうご機嫌だったと、犬丸一郎の長男・徹郎は述べている。三宅一生によれば、しょっちゅう「一生さん、いる？」と白洲が気軽に会社に来てくれたが、それは三宅が目的だったのではなく、近くにいる女性などと「ご飯を食べにいこう」ということが目的だったようだ、という。なお、生涯連れ添った妻・正子との婚約時代には、互いに自身のポートレイトに文章を添えて贈り合っていたが、次郎は「You are the fountain of my inspirations and the climax of my ideals」（ぼくの発想の泉であり、理想この上ない君に）、正子は「To my beloved you. from Masako」（最愛の人へ）と記している。

### 軽井沢
白洲夫妻が戦前から戦後、そして最晩年に至るまで一貫して通い続けた場所が、長野県にある避暑地・軽井沢であった。軽井沢は、ヨーロッパに似た高原風景が広がり、明治時代に西洋人や上流階級のために避暑地として開拓された場所で、「日本の中の西洋」と目されていたが、次郎が軽井沢を訪れるようになったのは、妻の実家・樺山家が旧軽井沢の万平ホテルの近くに別荘を持っていたためであった。結婚後、夫妻は旧軽井沢の別の場所に別荘を借り（ハウスナンバー903番）、そこで夏の生活を送るようになる。戦後の1956年、軽井沢ゴルフ倶楽部近くの南ヶ丘に新たに別荘を建て、以後そこに毎夏訪れ、晩年まで使用した。
白洲は軽井沢で国内外の著名人らと、東京にいるときと同様に交流を持った。別荘（旧軽井沢）の隣に住んでいた河上徹太郎夫妻の知遇を得、親交を結んだほか、細川侯爵家、三井家、朝吹家、麻生家などの一族と家族ぐるみの付き合いを送り、帝国ホテル元社長の犬丸一郎は白洲に勧められて軽井沢に別荘を建てた。母校ケンブリッジ大学のラグビーチームが来日した際には、軽井沢に彼らを招待している。一方で、軽井沢での白洲の様子を知る長女夫妻によれば、白洲夫妻は、華やかなパーティーに行くのがあまり好きなタイプではなかったとも指摘している。孫の白洲信哉によれば、夕方になると次郎はドライマティーニやジン・トニックなどの食前酒をつくり、それを飲みながら暖炉に薪をくべるのが、軽井沢での日課だったという。なお、軽井沢の白洲家別荘はすでに現存せず（2018年の時点では現存していたようである）、現在はジュエリーブランド「AHKAH」の創業者で美術家の福王寺朱美が跡地に別荘を建てている。
軽井沢ゴルフ倶楽部では、次郎は名物理事長として知られた。東京からポルシェやランドローバーを飛ばしてクラブハウスに乗りつけると、プレーに来る会員たちのマナーに遠慮なく注意したという。白洲本人も、「軽井沢では私がうるさいと評判をとっている」と述べている。なかでも当時首相であった田中角栄とゴルフにまつわる”攻防”が繰り広げられたことは有名である。詳細は軽井沢ゴルフ倶楽部#エピソードを参照。
次郎が最後に軽井沢を訪れたのは、亡くなる直前の1985年秋であり、夫婦のふたり旅であった。
因みに、長女の桂子と夫の牧山圭男（政治家・牧山耕蔵の孫）が初めて出会ったのは、お互いに家族で避暑に来ていた夏の軽井沢である。

### 発言集
- 「吾々（われわれ）の時代にこの馬鹿な戦争をして、元も子もなくした責任をもっと痛烈に感じようではないか。日本の経済は根本的な立て直しを要求しているのだと思う」[68]
- 「憲法にしろ色々の法規は、米国でさえ成立不可能な様なものをどしどし成立させ益々得意を増していった。一寸夢遊病者の様なもので正気かどうかも見当もつかなかったし、善意か悪意かの判断なんてもっての外で、ただはじめて化学の実験をした子供が、試験管に色々の薬品を入れて面白がっていたと思えばまあ大した間違いはなかろう」[69]
- 「自分は必要以上にやっているんだ。占領軍の言いなりになったのではない、ということを国民に見せるために、あえて極端に行動しているんだ。為政者があれだけ抵抗したということが残らないと、あとで国民から疑問が出て、必ず批判を受けることになる」（日本国憲法制定を巡ってのGHQとの攻防の折、宮澤喜一に対して）
- 「この憲法は占領軍によって強制されたものであると明示すべきであった。歴史上の事実を都合よくごまかしたところで何になる。後年そのごまかしが事実と信じられるような時がくれば、それはほんとに一大事であると同時に重大な罪悪であると考える」[70]
- 「プリンシプルとは何と訳したらよいか知らない。原則とでもいうのか。日本も、ますます国際社会の一員となり、我々もますます外国人との接触が多くなる。西洋人とつき合うには、すべての言動にプリンシプルがはっきりしていることは絶対に必要である。日本も明治維新前までの武士階級等は、総ての言動は本能的にプリンシプルによらなければならないという教育を徹底的にたたき込まれたものらしい。」[71]
- 「新憲法のプリンシプルは立派なものである。主権のない天皇が象徴とかいう形で残って、法律的には何というのか知らないが政治の機構としては何か中心がアイマイな、前代未聞の憲法ができ上ったが、これも憲法などにはズブの素人の米国の法律家が集ってデッチ上げたものだから無理もない。しかし、そのプリンシプルは実に立派である。マッカーサーが考えたのか幣原総理が発明したのかは別として、戦争放棄の条項などその圧巻である。押しつけられようが、そうでなかろうが、いいものはいいと率直に受け入れるべきではないだろうか」[70]
- 「私は、“戦後”というものは一寸やそっとで消失するものだとは思わない。我々が現在声高らかに唱えている新憲法もデモクラシーも、我々のほんとの自分のものになっているとは思わない。それが本当に心の底から自分のものになった時において、はじめて“戦後”は終わったと自己満足してもよかろう」[70]
- 「占領下の日本で、GHQに抵抗らしい抵抗をした日本人がいたとすれば、ただ二人――一人は吉田茂であり、もう一人はこのぼくだ。吉田さんは、そのことが国民の人気を得るところとなりずっと表街道を歩いたが、もう一人のぼくは別に国民から認められることもなく、こうして安穏な生活を送っている。けれども一人くらいはこういう人間がいてもいいとおもい、別にそのことで不平不満を感じたこともないし、いまさら感ずる年でもないと思っている」[72]
- 「税金がふえて、我々の生活が今よりぐっと苦しくなっても、なお外国の軍隊を国内に駐留させるよりもいいというのが国民の総意ならば、安保など解消すべし」[71]
- 「今の政治家は交通巡査だ。目の前に来た車をさばいているだけだ。それだけで警視総監にはなりたがる。政治家も財界のお偉方も志がない。立場で手に入れただけの権力を自分の能力だと勘違いしている奴が多い」[73]

## 第三者による白洲次郎評
ここでは第三者による批判的な白洲次郎評を挙げる。
- 「白洲さんは悪い人じゃないけど、女にもて過ぎたのがいかんですね」- 鹿内信隆[74]
- 「流暢な英語で、人を見下して話すところは、好きになれませんでした。」- ヘンリー・スコット・ストークス（ニューヨーク・タイムス東京支局長）[75]
- 「吉田側近として活躍していた昭和20年代後半は、評判が悪かったという。高く評価されるようになったのは、吉田氏同様、死後しばらく経（た）ってからだった」- 乾正人[76]
- 島地勝彦は、戦争の際は率先して最前線に立つことが王室や貴族の子弟の義務だが、白洲次郎は戦時中に徴兵を忌避をした点で紳士道に反すると評価している[77]。
- 昭和天皇の侍従長であった入江相政の日記（入江相政日記）には、天皇の白洲評と解される記述がある。同日記の1975年（昭和50年）9月10日付[78]の文章に、「五時前安井副長（安井芳郎式部副長）来。奥村勝蔵[79]氏が死の床につき乍（なが）らつまり思召を気にしてゐるとのこと。吹上（吹上御所）で拝謁。うかゞつたら『奥村には全然罪はない、白洲がすべてわるい、だから吉田（吉田茂）が白洲をアメリカ大使にすゝめたが、アメリカはアグレマンをくれなかつた』との仰せ。安井さんにすぐ伝へる。」とある。

## 家系

### 白洲家
白洲家は、摂津国三田藩（現・兵庫県三田市を中心とした地域）の儒学者の家柄。曽祖父は白洲文五郎、曽祖母は播磨国小野藩（現・兵庫県小野市）一柳氏の家老黒石氏の娘・里子。祖父は三田藩儒の白洲退蔵（文政12年7月15日(1828年8月15日)、現在の兵庫県三田市屋敷町にて出生）。退蔵は明治維新後は鉄道敷設などの事業を興し、一時横浜正金銀行の頭取も務めた。また現在の元町、三宮といった神戸港周辺の神戸市の都市開発や神戸ホーム（神戸女学院大学の前身）の創立にも尽力した。
父・白洲文平はハーバード大学卒業後、三井銀行、鐘淵紡績（カネボウ、現・クラシエ）を経て綿貿易で巨万の富を築き、豪放磊落な人柄で「白洲将軍」と呼ばれた。日本各地に邸宅を築き、なかでも文平が兵庫県川辺郡伊丹町に建てた大豪邸は「白洲屋敷」と呼ばれ、町のランドマーク的存在であったと伝えられている。

### 子孫
- 長男（第一子）：白洲春正 - 元東宝東和社長、妻は水野成夫の二女・ルミ子
- 二男（第二子）：白洲兼正 - 妻は小林秀雄の長女・明子
  - 孫：白洲信哉 - 兼正の長男、元内閣総理大臣・細川護熙の公設秘書でアートプロデューサー、エッセイスト、株式会社ジパング代表取締役
- 長女（第三子）：白洲（現・牧山）桂子 - 旧白洲邸・武相荘館長、夫は牧山耕蔵の孫・圭男

## 略年譜
- 1902年（明治35年） - 2月17日、現在の兵庫県芦屋市にて誕生。
- 1914年（大正3年） - 神戸一中入学。
- 1919年（大正8年） - 神戸一中卒業後、イギリスに渡航。
- 1924年（大正13年） - ケンブリッジ大学に聴講生として留学。
- 1928年（昭和3年） - 白洲商店倒産。この頃、帰国。
- 1929年（昭和4年） - ジャパン・アドバタイザー入社。11月19日、正子と結婚。この頃、正子の父を通じて吉田茂と知り合う。
- 1931年（昭和6年） - 2月5日、長男春正誕生。セール・フレイザー商会入社、取締役となる。この頃から頻繁に渡欧。
- 1937年（昭和12年） - 日本食糧工業（後の日本水産）取締役就任。やがて取締役外地部長となる。この頃、近衛文麿と知り合う。
- 1938年（昭和13年） - 1月3日、次男兼正誕生。
- 1940年（昭和15年） - 6月3日、長女桂子誕生。
- 1942年（昭和17年） - この頃、日本水産を退職し帝国水産理事就任。この頃、南多摩郡鶴川村（現在の町田市）にて農家を購入。
- 1943年（昭和18年） - この頃、鶴川村へ転居（＝武相荘）。
- 1945年（昭和20年） - 終戦連絡事務局参与に就任。
- 1946年（昭和21年） - 2月、日本国憲法制定作業に参加。3月1日、終戦連絡事務局次長に就任、高等官一等となる。12月、経済安定本部次長に就任。この頃、読売争議に介入。
- 1947年（昭和22年） - 終戦連絡事務局次長を退任。
- 1948年（昭和23年） - 12月、貿易庁長官に就任。
- 1949年（昭和24年） - 5月24日、貿易庁長官退任。翌25日、通商産業省設立。この頃、日本製鐵広畑製鉄所の外資売却問題騒動。
- 1950年（昭和25年） - 4月25日、吉田茂首相の特使として訪米。この頃、アメリカ大使就任の話が出るが頓挫。この頃、旧日本軍播磨造兵廠払い下げ問題。この頃、日本輸出入銀行設立に奔走。
- 1951年（昭和26年） - 5月1日、東北電力会長就任。9月8日、サンフランシスコ講和条約調印に立ち会う。この頃、「日本のラスプーチン」など白洲バッシング多数。
- 1952年（昭和27年） - 軽井沢ゴルフ倶楽部常任理事就任。11月19日、外務省顧問に就任。吉田首相の特使として欧米視察。
- 1953年（昭和28年） - 2月、吉田首相の特使としてヨーロッパ視察。吉田の命を受けてチャーチルに面会しようとしたが果たせず。
- 1955年（昭和30年） - 旧日本軍四日市燃料廠払い下げ問題。
- 1959年（昭和34年） - 4月10日、東北電力会長退任。
- 1966年（昭和41年） - 東京赤坂に転居。
- 1982年（昭和57年） - 2月、軽井沢ゴルフ倶楽部理事長に就任。
- 1985年（昭和60年） - 11月28日、死去。

## 白洲次郎を取り上げた作品

### テレビドラマ
- 憲法はまだか 1996年11月30日放送 NHK
象徴天皇制や日本国憲法成立の過程での活躍が描かれている。白洲役は長谷川初範。
- NHKドラマスペシャル・白洲次郎 2009年2月28日放送 NHK
白洲役を伊勢谷友介、妻の正子を中谷美紀が演じるほか、岸部一徳（近衛文麿役）・原田芳雄（吉田茂役）など豪華キャストで、白洲の親子愛・夫婦愛を描く。
- 負けて、勝つ 〜戦後を創った男・吉田茂〜 2012年9月8日～10月6日 放送 NHK『土曜ドラマスペシャル』 白洲役は谷原章介。
- アメリカに負けなかった男〜バカヤロー総理 吉田茂〜 2020年2月24日 放送 テレビ東京開局55周年特別企画スペシャルドラマ 白洲役は生田斗真。
- エアガール 2021年3月20日放送 テレビ朝日系列スペシャルドラマ 白洲役は藤木直人。

### 映画
- 日本独立（2020年12月公開）白洲役は浅野忠信。

### 宝塚歌劇
宝塚歌劇団・宙組（そらぐみ）は、2008年に「黎明の風」という題名で白洲の波乱の生涯を扱った。2月、宝塚大劇場で初演。同大劇場は宝塚歌劇団の本拠地であり、兵庫県宝塚市は白洲家の出身地である三田市の隣町でもある。2 - 3月は宝塚大劇場で、4 - 5月は東京宝塚劇場で上演。5月にDVDやCDも発売。
白洲を演じたのは同歌劇団理事で専科の轟悠。マッカーサー（大和悠河）や吉田茂（専科の汝鳥伶）をタカラジェンヌが演じ話題となった。白洲は東宝に大きな影響を持ち（本人はフィルム納入等で直接関係を持ち義兄・樺山丑二は東宝取締役、長男・春正は元東宝東和社長）、また前述のとおり白洲が神戸一中時代にタカラジェンヌと知り合いガールフレンドとしたことなど宝塚歌劇団に対する様々なエピソードを持ち、劇中でも触れられている部分がある。

### その他の作品
- 日本の戦後第二回 1977年放送 NHK
ドキュメンタリードラマ（ドキュラマ）形式のNHK特集。第二回ではマッカーサー草案をめぐる外務大臣官邸でのやりとりを軸に描かれる。白洲役は竜崎勝。
- たけし・さんまの世界超偉人100万人伝説 1994年4月1日放送 日本テレビ
「風の男・白洲次郎伝説」として生い立ちから晩年までを紹介。スタイリッシュながらも気骨ある生き方に明石家さんまが興味を持った。
- その時歴史が動いた 2006年4月5日放送 NHK
「マッカーサーを叱った男」として主にGHQとの交渉から通産省設立までを描く。
  - その時歴史が動いた コミック版 経済立国編 にてコミック化。作画は殿塚実
- 明石家さんま特番〜白洲次郎に会いに行く 2006年7月19日放送 TBS
世界超偉人伝説で白洲に興味を持ち心酔するようになった明石家さんまが、約10年越しで実現させた番組。ゆかりの人物を武相荘に招いてのトークや、白洲の人となり等を紹介。
- 男たちの肖像/風の男・白洲次郎 WOWOW
- BILLY BAT（講談社 週刊モーニング）漫画